# Набак кимчхи
Набак кимчхи (кор. 나박김치) — разновидность кимчхи из пекинской капусты и дайкона, которую подают в рассоле красноватого цвета. Среди дополнительных ингредиентов выделяют огурец, зелёный лук, имбирь, чеснок, красный молотый перец, яблоко, грушу, сахар и соль. Основным сезоном приготовления набак кимчхи считается весна. Данную разновидность кимчхи часто готовят на празднование Корейского нового года. Набак кимчхи обычно сравнивают с похожим блюдом тончхими, но между ними есть принципиальная разница: для приготовления рассола в набак кимчхи используются яблоки и груши, чтобы придать жидкости дополнительную сладость. Это один из самых распространённых видов кимчхи

## Происхождение
Происхождение названия имеет два источника. Считается, что слово происходит от корейского наречия «набакнабак» (кор. 나박나박), которое означает «разрезание редьки или других овощей на тонкие ломтики». Существует другое мнение, что название блюда произошло от слова «набок» (кор. 나복), устаревшего наименования дайкона.

## История
Специалисты считают, что блюдо существовало ещё во времена империи Корё. Первое упоминание приготовления набак кимчхи описано в «Санга Ёрок» (кор. 산가요록, ханча 山家要錄) — кулинарной книге, созданной в середине XV века придворным лекарем Чон Суни, однако процесс приготовления блюда был описан без подробностей. Про «набак» было известно только то, что это «блюдо из тонко нарезанной редьки». В XVIII веке в рукописи «Чынбо саллим кёндже» (кор. 증보산림경제, ханча 增補山林經濟) появляется расширенное описание блюда с названием «Набок хванаджо», которое являлось «закуской в рассоле или „муль кимчхи“ (кор. 물김치), приготовленной из нарезанного тонкими ломтиками дайкона с добавлением зеленого лука и молотого красного перца». В документе также указано, что набак кимчхи имеет короткий срок годности и не может храниться как соление в течение всей зимы. Набак кимчхи был распространен среди сословия янбан и использовался как ритуальное блюдо на алтаре «чеса». По региональному признаку блюдо употреблялось чаще всего в провинции Чхунчхондо, где кимчхи готовилось в большом количестве рассола.

## Процесс приготовления
Для приготовления набак кимчхи используют пекинскую капусту и дайкон, которые нарезают тонкими ломтиками. Далее ингредиенты посыпают солью и оставляют на 30 минут. После этого овощи промывают и помещают в контейнер. Для приготовления основы рассола сначала варят смесь из воды и рисовой муки до её загустения. Важной частью процесса является приготовление пюре из очищенной груши или яблока, чеснока, лука и имбиря, к которому позже добавляют красный молотый перец и рисовую заправку, и все ингредиенты перемешиваются. Далее получившуюся смесь перекладывают в кусок хлопковой или льняной ткани, сворачивают ткань в мешочек и кладут его в контейнер к уже готовым дайкону и пекинской капусте. Содержимое контейнера заливают водой и оставляют на несколько дней, после чего блюдо готово к употреблению.

## Особенность блюда
Особенность приготовления набак кимчхи заключается в том, что красный молотый перец заворачивают в мешочек, а не растворяют в рассоле. Это делается для того, чтобы получившая смесь не плавала в жидкости. Более того, с появлением перца чили на Корейском полуострове, он, в основном, использовался в качестве ингредиента низшими сословиями. Поэтому существует альтернативный рецепт набак кимчхи, где вместо добавления молотого перца чили свежий овощ нарезают мелкими кусочками и добавляют в рассол только ради придания жидкости цвета. Набак кимчхи имеет лёгкий и освежающий вкус, поэтому его используют в качестве дополнительного блюда, чтобы помочь пищеварению при употреблении продуктов с небольшим содержанием воды, таких как батат, а также в качестве панчхана к разным блюдам из лапши или к ттоккуку.